# Sussex (pollo)
Sussex è una vecchia razza medio-pesante di pollo inglese, allevata in molti Paesi del mondo sia come animale da reddito che come uccello da esposizione. La razza è nata nel XIX secolo nel Sussex, anche se le sue origini sono piuttosto controverse. È un pollo docile e tranquillo, di costituzione pesante e presente in diverse varietà di colore, di cui la più conosciuta e allevata è la bianca columbia, un tempo chiamata ermellinata. È presente una versione nana della razza.

## Origini
Le origini della Sussex sono abbastanza controverse. Gli autori hanno dibattuto perfino sul luogo di nascita, che sarebbe la contea del Sussex per alcuni, da cui deriverebbe il nome, e il distretto di Kent per altri. Inoltre alcuni autori ritengono che la razza sia così antica da essere stata la progenitrice della Dorking, mentre altri ritengono queste due razze come due varietà della stessa razza, una con quattro dita e una con cinque. In realtà, oltre a questo particolare, la Sussex odierna è molto diversa dalla Dorking, ma è pur vero che in parte hanno le medesime origini. Nella prima metà del diciannovesimo secolo infatti erano note tre razze (o meglio, pseudorazze) chiamate Sussex, Kent e Surrey, dal nome delle Contee in cui venivano allevate, tutte con caratteristiche simili. Con il passare degli anni al nome delle razze venne aggiunto l'aggettivo Old (vecchio) e quando iniziarono le prime mostre avicole, nella metà dell'800, iniziarono a delinearsi diversi indirizzi selettivi: la Kent e la Surrey si unirono nella Dorking, mentre la Vecchia Sussex perse il quinto dito e assunse delle proprie caratteristiche, anche se non venne riconosciuta ufficialmente fino alla fine del secolo.
La varietà originale è quella millefiori (o tricolore). Anche per quanto riguarda le razze usate per la selezione i pareri sono molto discordi: secondo alcuni autori sarebbero stati usati il Combattente Malese e la Dorking, mentre altri ritengono che Brahma, Cocincina e Dorking Grigio Argento siano state usate per creare la varietà columbia (ermellinata).

## Caratteristiche morfologiche
La Sussex è un pollo dalla corporatura ampia e piuttosto grossa, ma con un portamento slanciato e sostenuto, che lo rende un uccello aggraziato. La testa è mediamente larga e lunga, dotata di una cresta semplice, di medie dimensioni, a cinque punte, dritta in entrambi i sessi. Gli occhi sono larghi, prominenti, rotondi e con iride rosso scura. Gli orecchioni sono larghi, ovali e rossi; i bargigli sono lunghi e rosso accesi. Il becco forte è mediamente lungo e ricurvo.
Il collo è dolcemente arcuato e provvisto di un'abbondante mantellina. Il dorso è lungo e largo, leggermente inclinato verso il groppone. La coda è di media lunghezza, molto ricca, dotata di penne timoniere larghe e di falcifomi lunghe e ben ricurve; forma un angolo con la linea del dorso di 45° nel maschio e di 35° nella femmina. Le ali sono lunghe e portate ben aderenti al corpo.
L'addome è largo, profondo, arrotondato e portato sollevato. Le zampe sono di media lunghezza, robuste, con tarsi rosati (tranne nelle varietà scure). Il peso è di 4,000 kg nel gallo e di 3,200 kg nella gallina. La pelle è bianca.

## Colorazioni

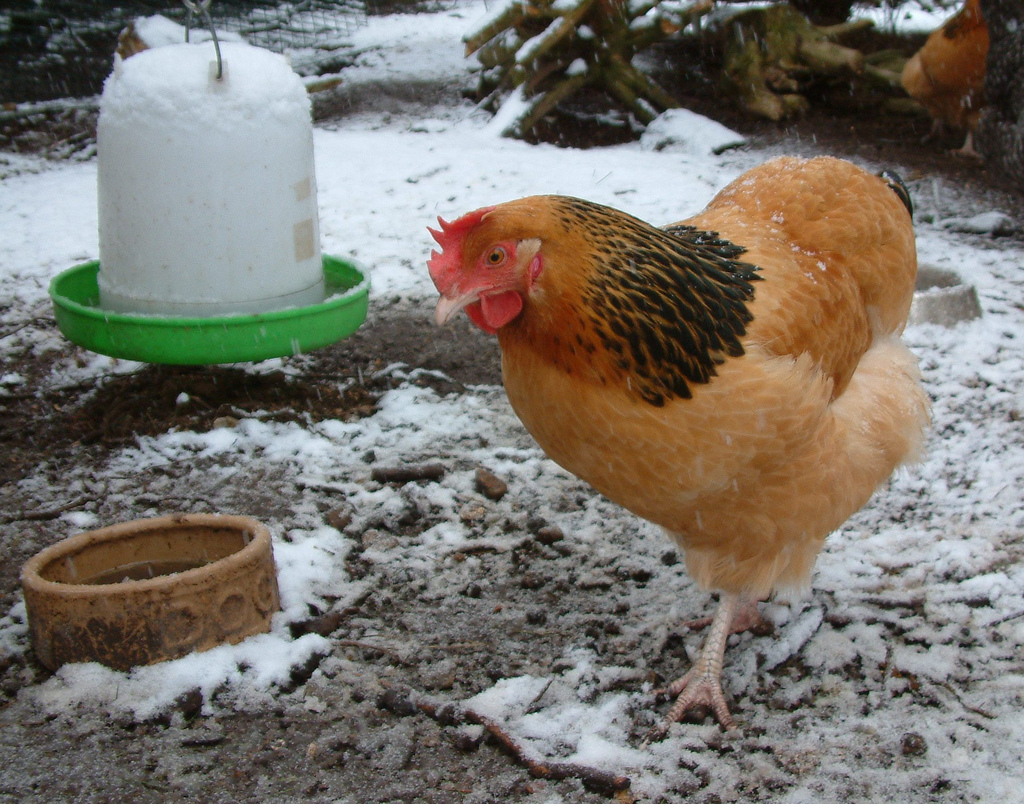
Giovane femmina di Sussex fulva columbia nella neve.

La razza ha molte varietà di colore, non tutte riconosciute ovunque al di fuori del Regno Unito, e altre sono in procinto di essere riconosciute. La varietà originale è la tricolore, ovvero una millefiori dal colore di base mogano scuro, ma la varietà che ha riscosso indubbiamente più successo è la bianca columbia, in passato chiamata ermellinata; con questo disegno sono presenti anche una varietà rossa columbia e una fulva columbia, e negli ultimi anni del '900 sono state create anche una bianca columbia blu e una fulva columbia blu: colorazioni ancora molto rare, hanno la caratteristica di avere le penne di collo, coda e remiganti blu invece che nere, come nelle varietà columbia originali. Altre colorazioni sono la bianca e la betulla.

## Galleria d'immagini

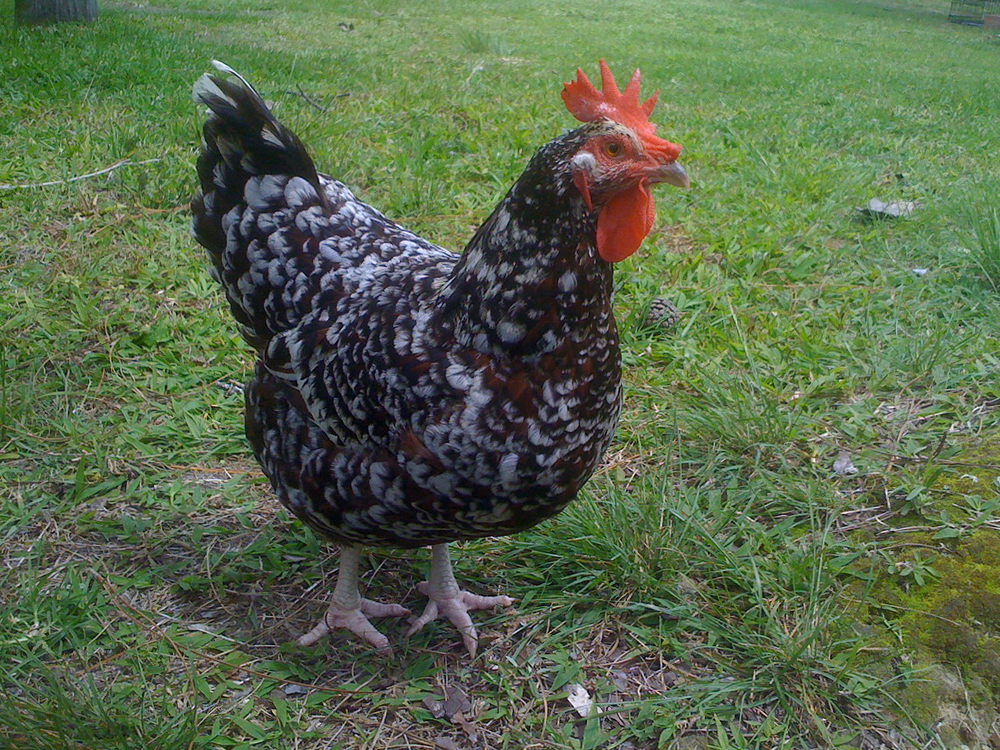
Gallina Sussex di varietà Tricolore
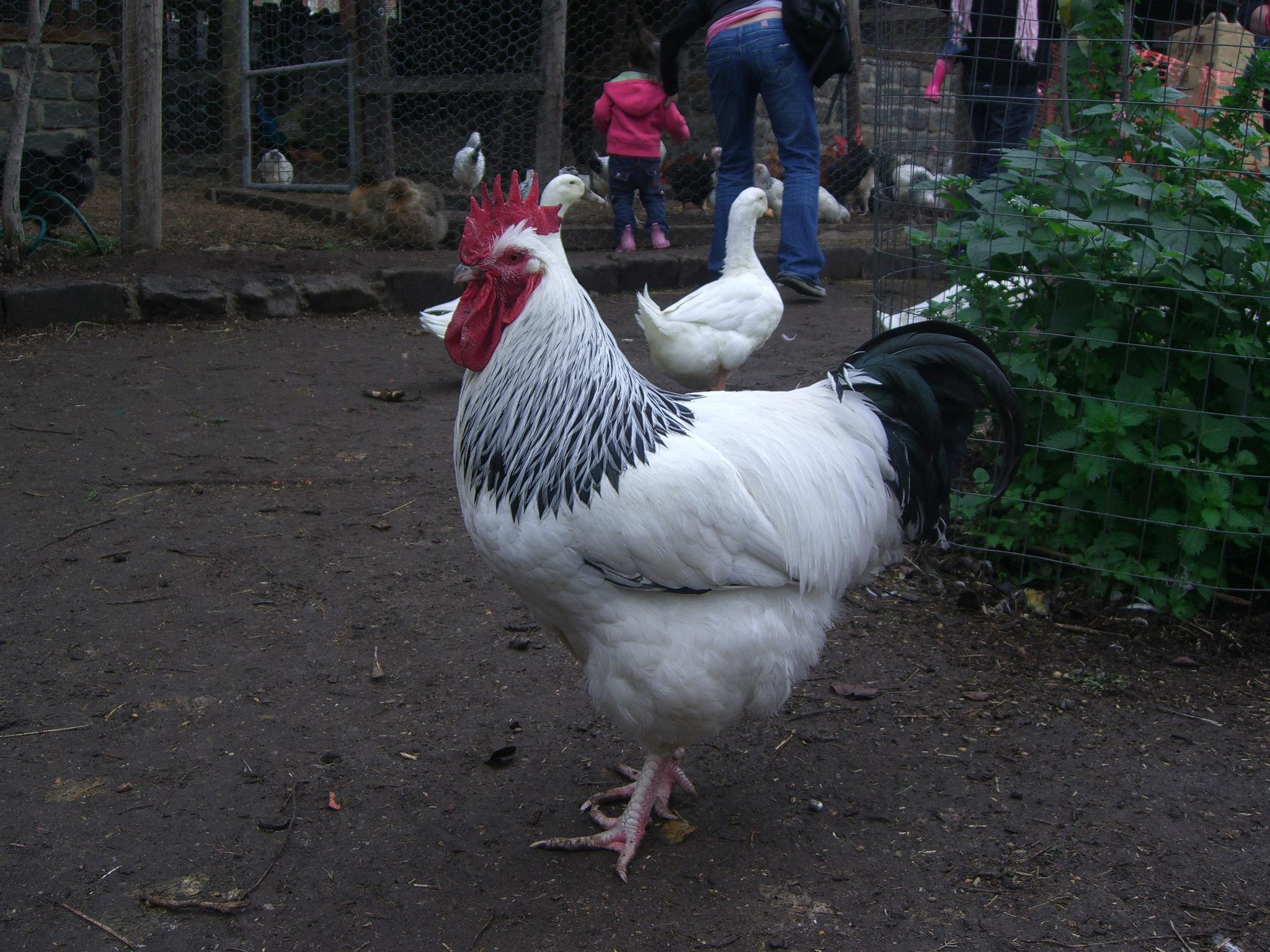
Gallo nella varietà Bianca Columbia
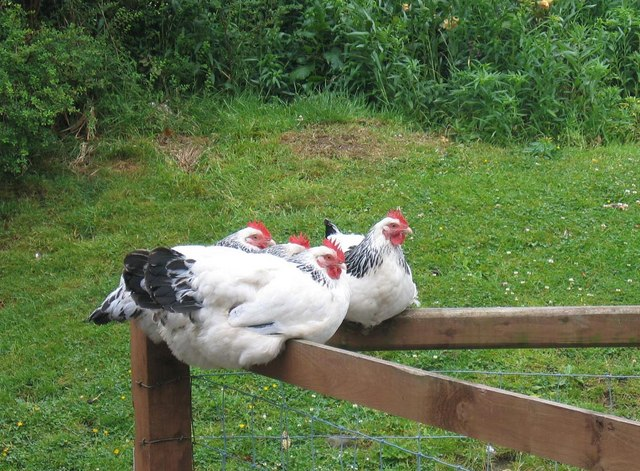
Galline Bianche columbia su uno steccato
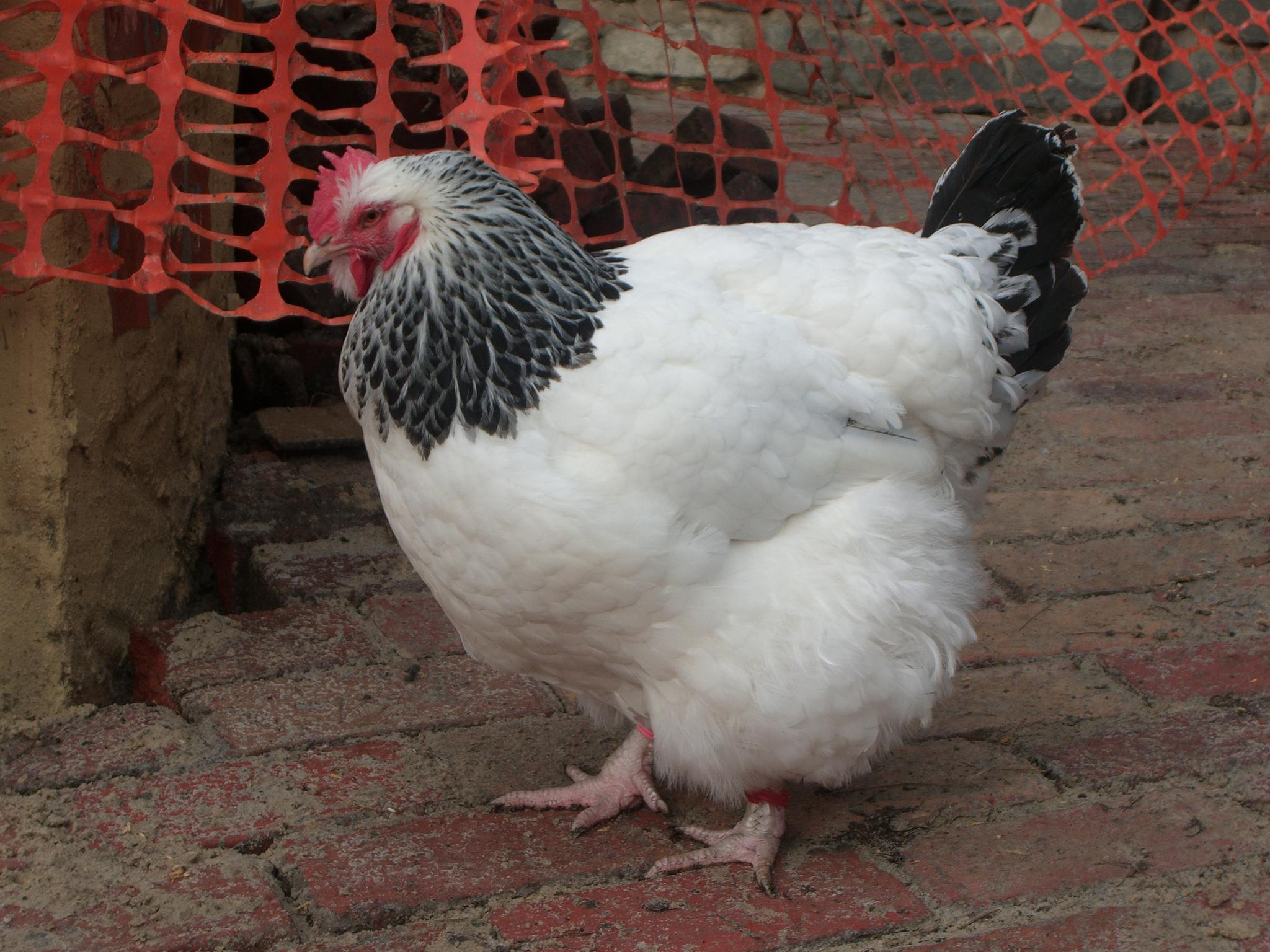
Gallina Bianca columbia

## Qualità
La Sussex è un tipico pollo a duplice attitudine, ottimo sia come produttore di carne che di uova a guscio rosato; gli estimatori della razza evidenziano la qualità della sua carne, fine e delicata. I pulcini crescono rapidamente per essere una razza medio-pesante, e le galline depongono circa 260 uova all'anno, soprattutto quelle bianche e columbia. È una razza molto docile, ideale come animale da compagnia, e può essere allevata sia in spazi confinati che in totale libertà. La Sussex è stata una delle razze più usate allo scopo di creare ibridi commerciali e le femmine della varietà bianca columbia sono state spesso accoppiate con maschi Rhode Island rossi al fine di creare pulcini autosessabili alla nascita.